# All My Love (Led Zeppelin)
All My Love è un brano musicale del gruppo musicale britannico Led Zeppelin, pubblicato come singolo discografico in Sud america nel 1979 e come sesta traccia dell'ottavo album in studio, In Through the Out Door, dello stesso anno.

## Tracce
Testi di Robert Plant, musiche di John Paul Jones.
1. All My Love (Stereo) – 4:00
2. All My Love (Mono) – 4:00

## Storia
Il brano è stato scritto nel 1979 a firma Jones/Plant per ricordare Karac, il figlio di Plant, morto a 5 anni per una malattia nel 1977.
Il pezzo fu registrato in una singola sessione.
Il brano, insieme a South Bound Saurez dello stesso album In Through the Out Door, è uno dei soli due brani della discografia dei Led Zeppelin non firmati da Jimmy Page.
Page aveva delle perplessità sul brano in quanto, come disse poi in un'intervista, «Ero preoccupato dal ritornello (...) Mi sono immaginato il pubblico fare l’onda agitando le braccia a destra e sinistra durante i concerti e pensavo: questi non siamo noi». Comunque accettò lo stesso di inserirla nell’album in quanto «Andava bene in quel momento, ma non avrei mai voluto continuare ad andare in quella direzione musicale in futuro».